# خانه مرادی
خانه مرادی مربوط به دوره قاجار است و در شمال بوشهر، محله قدیمی بهبهان واقع شده و این اثر در تاریخ ۲۸ دی ۱۳۷۹ با شمارهٔ ثبت ۲۹۴۷ به‌عنوان یکی از آثار ملی ایران به ثبت رسیده است.